# Dideoides consimilis
Dideoides consimilis är en tvåvingeart som först beskrevs av Macquart 1850.  Dideoides consimilis ingår i släktet Dideoides och familjen blomflugor. Inga underarter finns listade i Catalogue of Life.